# IC 157
IC 157 ist ein inexistentes Objekt im Sternbild Fische auf der Ekliptik im Index-Katalog, welches von dem US-amerikanischen Astronomen Lewis Swift am 25. September 1890 fälschlicherweise beobachtet wurde.